# Universidade da Paz
Die Universidade da Paz (UNPAZ, deutsch Universität des Friedens) ist eine Privatuniversität in der osttimoresischen Landeshauptstadt Dili. Sie ist eine von neun durch die Agência Nacional para a Avaliação e Acreditação Académica (ANAAA) anerkannten Hochschulen des Landes und die größte private Einrichtung dieser Art in Osttimor. Die Akkreditierung erfolgte 2009.

## Übersicht

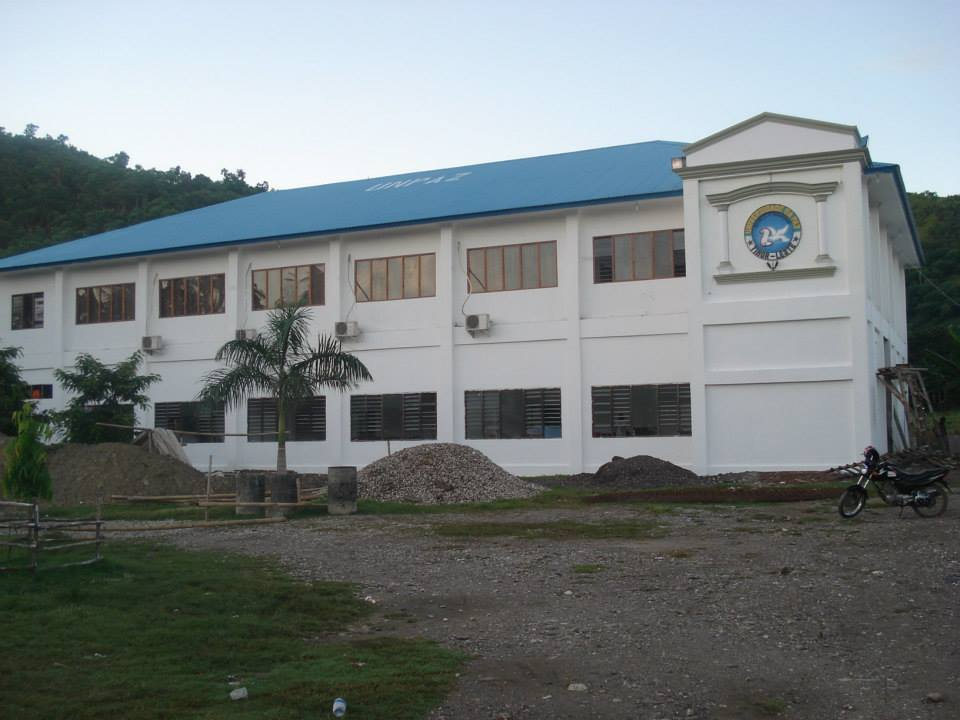
Universidade da Paz

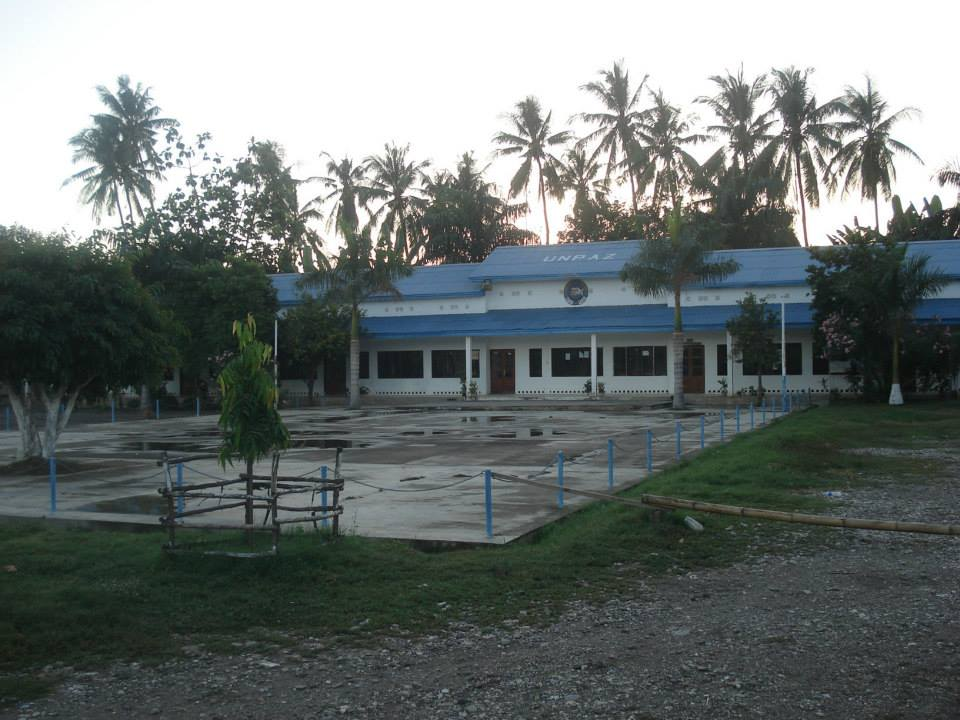
Universidade da Paz

Die UNPAZ wurde im März 2004 von der Neon Metin Foundation gegründet, die von einer Gruppe osttimoresischer Intellektueller geschaffen wurde, um die Situation der Hochschulbildung im Lande zu verbessern. Die einzige andere Universität im Lande ist die staatliche Universidade Nasionál Timór Lorosa'e (UNTL). An der UNPAZ studieren 8.779 Studenten (2015) unter der Anleitung von etwa 250 Lehrkräften. 65 Personen arbeiten in der Verwaltung. Die UNPAZ kooperiert mit mehreren Universitäten in Indonesien, Australien, den Philippinen und Malaysia. Außerdem gehört die UNPAZ dem United Board of Asian Christian Universities an, einem Verbund von 132 Universitäten der Region. Des Weiteren gehört sie dem DIES ASEAN-QA Internal Track Dialogue Meeting an, das seinen Sitz bei der Universität Potsdam hat. Weitere Mitgliedschaften bestehen bei dem Africa-Carabean-Pacific (APC) Forum, dem Asian Universities Network (AUN) und dem Asian Quality Assurance Network (AQAN). Eine Mitgliedschaft beim Asian Human Rights Association Network (AHRAN) ist in Vorbereitung.

## Fakultäten und Abteilungen
An der UNPAZ gibt es derzeit sechs Fakultäten.
1. Die Fakultät für Sozial- und Geisteswissenschaften mit den Abteilungen für Internationale Beziehungen, Entwicklungspolitik und Friedensstudien
2. Die Fakultät für Wirtschaft mit den Abteilungen Management, Rechnungswesen und Bankwesen
3. Die juristische Fakultät mit der Unterteilung in Straf- und Zivilrecht
4. Die Fakultät für Ingenieurwesen mit den Abteilungen Architektur und Industrielles Ingenieurswesen
5. Die Fakultät für das Gesundheitswesen mit der Abteilung für Gesundheitswesenmanagement
6. Die Fakultät für Agrartechnologie mit der Abteilung für Nach-Ernte-Management

Um Bildungsmöglichkeiten auch in die anderen Regionen Osttimors zu bringen, schuf die UNPAZ sogenannte Social Classes für Recht, Gesundheitswesen, Management, Rechnungswesen, Politikwissenschaft und Agraringenieurswesen in den Gemeinden Ainaro, Bobonaro, Oe-Cusse Ambeno, Baucau, Manufahi, Cova Lima, Ermera und Liquiçá.
2004 wurde das Centro de Estudos e Paz estratégicos (CePAZ, deutsch Zentrum für strategische Studien und Friedensforschung) als Forschungsinstitut an der UNPAZ gegründet.

## Campus
Der Campus der UNPAZ befindet sich in Osindo im Suco Comoro, im Westen von Dili. Auf 30.000 m² liegen sechs Hauptgebäude mit etwa 4.000 m² Gesamtfläche. Ein siebtes Gebäude mit 1.300 m² befindet sich im Bau. Auf dem Campus gibt es außerdem den multifunktionalen, sogenannten „Canopy“ (deutsch Baldachin) mit 820 m². In der Nachbargemeinde Liquiçá entsteht derzeit ein Satellitencampus mit 50.000 m², der für die naturwissenschaftliche Fakultäten bestimmt ist.

## Aktuelle und ehemalige Dozenten
Von den derzeit 214 Lehrkräften arbeiten 171 als Vollzeitkräfte. Zusätzlich gibt es auch Gastdozenten aus Indonesien und den Philippinen. Die UNPAZ verfügt über sechs Professoren, zehn Dozenten mit einem Ph.D. und 65 mit einem Master. Die anderen Kräfte verfügen über keinen akademischen Titel.

### Rektor
- Lucas da Costa (1952–2019), Rektor der Universität, 2004–2019 (†)
- Adolmando Soares Amaral, seit 2019[4]

### Weitere Dozenten
- Armindo Moniz Amaral, Dozent für Rechtswissenschaften
- Elídio de Araújo, Assistenzdirektor, Dozent der Wirtschaftsfakultät
- Cristiano da Costa, Dozent
- Lúcia Lobato (* 1965), Dozentin
- Aniceto Guterres Lopes (* 1967), Dekan der juristischen Fakultät ab April 2005
- Nélson Martins (* 1970), Dozent an der Fakultät für das Gesundheitswesen
- Adriano do Nascimento (* 1970), Dozent
- Nino Pereira (* 1974), Dozent[5]
- Júlio Tomás Pinto (* 1974), Dozent und Direktor des CePAZ
- Rui Pereira dos Santos, Dozent[6]

## Aktuelle und ehemalige Studenten
- Antóninho Baptista Alves, Direktor des Archivs & Museums des timoresischen Widerstands (AMRT)
- Elídio de Araújo (* 1975), Politiker
- Elvina Sousa Carvalho (* 1986), Politikerin
- Leonel Lisboa Marçal (* 1973), Politiker
- Jacinta Abucau Pereira (* 1973), Politikerin
- Arsénio Pereira da Silva (* 1973), Politiker